# Japonia la Jocurile Olimpice de vară din 2012
Japonia la Jocurile Olimpice de vară din 2012 de la Londra, în perioada 27 iulie - 12 august 2012, a participat cu o delegație de 295 de sportivi care a concurat la 24 de sporturi. S-a aflat pe locul 11 în clasamentul pe medalii.
| Medalii după sport | Medalii după sport | Medalii după sport | Medalii după sport | Medalii după sport |
| ------------------ | ------------------ | ------------------ | ------------------ | ------------------ |
| Sport              | Aur                | Argint             | Bronz              | Total              |
| Lupte              | 4                  | 0                  | 2                  | 6                  |
| Judo               | 1                  | 3                  | 3                  | 7                  |
| Gimnastică         | 1                  | 2                  | 0                  | 3                  |
| Box                | 1                  | 0                  | 1                  | 2                  |
| Natație            | 0                  | 3                  | 8                  | 11                 |
| Tir cu arcul       | 0                  | 1                  | 1                  | 2                  |
| Badminton          | 0                  | 1                  | 0                  | 1                  |
| Haltere            | 0                  | 1                  | 0                  | 1                  |
| Scrimă             | 0                  | 1                  | 0                  | 1                  |
| Tenis de masă      | 0                  | 1                  | 0                  | 1                  |
| Fotbal             | 0                  | 1                  | 0                  | 1                  |
| Atletism           | 0                  | 0                  | 1                  | 1                  |
| Volei              | 0                  | 0                  | 1                  | 1                  |
| Total              | 7                  | 14                 | 17                 | 38                 |